# The Wrath of Vajra
The Wrath of Vajra (金剛王：死亡救贖, Jin Gang Wang: Si wang jiu shu) és una pel·lícula d'acció xinesa de 2013 dirigida per Law Wing-cheung i protagonitzada per Xing Yu i Yoo Sung-jun. Va ser produït per Media Asia Film, China Film Group, Kylin Film i Ningxia China Production.
L'acció té lloc a Xina, poc abans de la Segona Guerra Mundial, quan un culte a l'Hades s'apodera del Japó.

## Argument
Abans que Occident entrés a la Segona Guerra Mundial, al Japó es va estendre un culte a la mort, anomenat Temple de l'Hades. El temple està dedicat a la destrucció espiritual de la Xina. Per aconseguir-ho, els homes del Temple de l'Hades segresten els fills dels seus enemics per tal d'entrenar-los com a assassins. En la seva joventut, Vajra va ser especialment dotat, però jurant venjar la mort del seu germà, va fugir a la Xina i va començar a protegir els innocents, que considerava la seva única missió. Vajra vol destruir els que el van convertir en una arma viva. Un antic monjo Shaolin li ensenyarà arts marcials perquè pugui completar la seva recerca.

## Repartiment
- Xing Yu com a K-29
- Yoo Sung-jun com a Kurashige Daisuke (Nihongo: 倉重大輔, Kurashige Daisuke)
- Nam Hyun-joon com Crazy Monkey
- Jiang Baocheng com a Tetsumaku Rai (Nihongo: 鉄幕雷, Tetsu maku Kaminari)
- Zhang Yamei com a Eko
- Tony Liu com a Huang Zhiqiang
- Hiroyuki Ikeuchi com a príncep Shiroginomiya (Nihongo: 城ノ宮王子, Shiro no miya ōji)
- Yasuaki Kurata com Amano Kawao (Nihongo: 天野川尾, Amanogawa o)
- Robert Gilabert Cuenca com a Arnold
- Matt Mullins : Bill

## Recepció
Segons Sino-Cinema, "la pel·lícula presenta una forta formació de talent marcial que no és estrella, però que fa la feina d'una manera sòlida."